# Kingmambo
Kingmambo est un cheval de course pur-sang anglais né aux États-Unis le 17 février 1990 et mort le 20 janvier 2016. Fils de Mr. Prospector et de la grande Miesque, il fut l'un des meilleurs poulains de sa génération avant de devenir un grand étalon.

## Carrière de courses
Lorsqu'il fait ses débuts à Maisons-Laffitte le 2 juillet 1992, tous les regards sont braqués sur lui : Kingmambo est le premier produit de l'immense Miesque à paraître en compétition. À l'arrivée, il ne gagne pas certes, mais termine honorable deuxième d'un poulain doué, Didyme, qui remportera peu après le Prix Robert Papin (avant de devenir, quelques années plus tard, le meilleur étalon qu'a jamais connu la Corée). Kingmambo retente sa chance fin juillet dans un maiden et cette fois décroche son ticket pour les courses de groupe. Deuxième du Prix de Cabourg, il est nettement battu dans le Prix Morny remporté par le phénomène Zafonic, mais se reprend bien dans le Prix de la Salamandre, à distance de Zafonic, certes, mais deuxième. Sa longue saison de 2 ans passe ensuite par le Grand Critérium, où il fait de la figuration, et s'achève par une deuxième place dans le Prix Thomas Bryon. Le fils de Miesque est alors vu comme l'un des meilleurs poulains de sa génération, un bon cheval sans doute, mais pas un champion.  
La carrière de Kingmambo, sur lequel Freddy Head cède sa place à Cash Asmussen, prend une autre dimension en 1993 lorsqu'il devance pour sa rentrée Zafonic dans le Prix Djebel. Un succès à relativiser, les deux poulains effectuant leur rentrée dans cette épreuve qui sert surtout de préparatoire soit aux 2000 Guinées (dans lesquels Zafonic va d'ailleurs s'imposer en crack), soit à la Poule d'Essai des Poulains. C'est cette deuxième option que choisit l'entourage de Kingmambo, qui s'y impose joliment, confirmant ainsi ses progrès. Sa victoire ensuite dans les St. James's Palace Stakes accroit son prestige, mais le niveau de l'épreuve n'a pour une fois rien d'extraordinaire, puisqu'il dispose de trois adversaires seulement, et plutôt des seconds couteaux. Le lot est nettement plus relevé dans le Prix Jacques Le Marois où il fait jeu égal avec les championnes Sayyedati et Ski Paradise et s'incline à la lutte. Il prend d'ailleurs sa revanche sur cette dernière dans le Prix du Moulin de Longchamp, où il devance également les très bons Bigstone et Barathea. Cette victoire, la troisième au niveau groupe 1, est sans doute la plus convaincante de sa carrière et il y obtient son meilleur rating (125 chez Timeform). Ce sera la dernière aussi, puisque Kingmambo s'incline dans les Queen Elizabeth II Stakes, battu par Bigstone et Barathea, mais devant Sayyedati, et fait à cette occasion ses adieux à la piste.  

### Résumé de carrière
| Date         | Hippodrome       | Pays        | Course                      | Statut      | Distance    | Jockey      | Place       | Écart       | Vainqueur ou deuxième |
| 1992, 2 ans  | 1992, 2 ans      | 1992, 2 ans | 1992, 2 ans                 | 1992, 2 ans | 1992, 2 ans | 1992, 2 ans | 1992, 2 ans | 1992, 2 ans | 1992, 2 ans           |
| ------------ | ---------------- | ----------- | --------------------------- | ----------- | ----------- | ----------- | ----------- | ----------- | --------------------- |
| 2 juillet    | Maisons-Laffitte | France      | Prix de la Saône            | Maiden      | 1 200 m     | F. Head     | 2e / 12     | 2           | Didyme                |
| 24 juillet   | Maisons-Laffitte | France      | Prix Saldi Choury           | Maiden      | 1 200 m     | F. Head     | 1er / 7     | encolure    | Master Peace          |
| 2 août       | Deauville        | France      | Prix de Cabourg             | Gr. 3       | 1 200 m     | F. Head     | 2e / 6      | 1           | Secrage               |
| 23 août      | Deauville        | France      | Prix Morny                  | Gr. 1       | 1 200 m     | F. Head     | 6e / 10     | 4           | Zafonic               |
| 13 septembre | Longchamp        | France      | Prix de la Salamandre       | Gr. 1       | 1 400 m     | F. Head     | 2e / 6      | 3           | Zafonic               |
| 3 octobre    | Longchamp        | France      | Grand Critérium             | Gr. 1       | 1 600 m     | F. Head     | 5e / 11     | 6 ½         | Tenby                 |
| 27 octobre   | Saint-Cloud      | France      | Prix Thomas Bryon           | Gr. 3       | 1 600 m     | F. Head     | 2e / 6      | 1/2         | Mil Foil              |
| 1993, 3 ans  |                  |             |                             |             |             |             |             |             |                       |
| 7 avril      | Maisons-Laffitte | France      | Prix Djebel                 | Listed      | 1 400 m     | C. Asmussen | 1er / 4     | cte tête    | Zafonic               |
| 9 mai        | Longchamp        | France      | Poule d'Essai des Poulains  | Gr. 1       | 1 600 m     | C. Asmussen | 1er / 10    | 1 ½         | Bin Ajwaad            |
| 15 juin      | Ascot            | Royaume-Uni | St. James's Palace Stakes   | Gr. 1       | 1 600 m     | C. Asmussen | 1er / 4     | 1 ½         | Needle Gun            |
| 15 août      | Deauville        | France      | Prix Jacques Le Marois      | Gr. 1       | 1 600 m     | C. Asmussen | 3e / 8      | 1/2         | Sayyedati             |
| 5 septembre  | Longchamp        | France      | Prix du Moulin de Longchamp | Gr. 1       | 1 600 m     | C. Asmussen | 1er / 11    | tête        | Ski Paradise          |
| 25 septembre | Ascot            | Royaume-Uni | Queen Elizabeth II Stakes   | Gr. 1       | 1 600 m     | C. Asmussen | 3e / 9      | 4           | Bigstone              |

## Au haras
Au haras, il est devenu l'un des tout meilleurs étalons du monde, officiant au grand haras américain Lane's End Farms. L'un des plus chers aussi : le prix d'une saille de Kingmambo se négociait à 300 000 $ en 2006. Ses produits font s'envoler les enchères, à l'image d'un yearling vendu 11,7 millions de dollars en 2006.
Le succès de Kingmambo ne se dément pas aux quatre coins de la planète. Parmi ses meilleurs produits et parmi la vingtaine de vainqueurs de groupe 1 qu'il a à son actif, sur toutes les distances, citons (avec entre parenthèses le nom du père de mère) : 
En Europe : 
- Divine Proportions (Sadler's Wells) : Prix de Diane, Poule d'Essai des Pouliches, Prix Morny, Prix Marcel Boussac, Prix d'Astarté. Pouliche de l'année en Europe à 2 et 3 ans.
- Henrythenavigator (Sadler's Wells) : 2000 guinées Stakes, 2.000 Guinées Irlandaises, St. James's Palace Stakes, Sussex Stakes, 2e Breeders' Cup Classic, Queen Elizabeth II Stakes, Phoenix Stakes
- Russian Rhythm (Nijinsky) : 1000 guinées Stakes, Coronation Stakes, Nassau Stakes, Lockinge Stakes
- Bluemamba (Private Account) : Poule d'Essai des Pouliches
- King's Best (Lombard) : 2000 guinées Stakes
- Rule of Law (Royal Academy) : St. Leger Stakes
- Dubai Destination (Alleged) : Queen Anne Stakes
- Virginia Waters  (Sadler's Wells) : 1000 Guinées
- Alkaased (Niniski) : Japan Cup et record du monde sur 2 400m, Grand Prix de Saint-Cloud
- Light Shift (Shirley Heights) : Oaks d'Epsom

Aux États-Unis : 
- Lemon Drop Kid (Seattle Slew) : Futurity Stakes, Belmont Stakes, Woodward Stakes, Travers Stakes. Cheval d'âge de l'année aux États-Unis.
- Student Council (Kris S) : Pimlico Special, Pacific Classic.
- Voodoo Dancer (Danzig) : Diana Stakes, Belmont Garden City Handicap

Au Japon : 
- El Condor Pasa (Sadler's Wells) : Japan Cup, Grand Prix de Saint-Cloud, 2e Prix de l'Arc de Triomphe
- King Kamehameha (Last Tycoon) : Derby du Japon. Deux fois tête de liste des étalons au Japon, père de Lord Kanaloa.

Kingmambo est aussi un père de mères recherché, ses filles ont donné plusieurs champions dont Duke of Marmalade, Midday, Camelot, Addeybb, Ulysses, Hukum et surtout le crack Baaeed.
Souffrant d'arthrite, Kingmambo fut retiré de la monte en 2010, et euthanasié en 2016 en raison des infirmités dues à son âge.

## Origines
C'est peu dire que Kingmambo est né dans la pourpre, fruit de l'union de deux légendes, Mr. Prospector et Miesque.

### Pedigree
| Origines de Kingmambo (USA), mâle bai né en 1990 | Origines de Kingmambo (USA), mâle bai né en 1990 | Origines de Kingmambo (USA), mâle bai né en 1990 | Origines de Kingmambo (USA), mâle bai né en 1990 |
| ------------------------------------------------ | ------------------------------------------------ | ------------------------------------------------ | ------------------------------------------------ |
| Père Mr. Prospector                              | Raise a Native                                   | Native Dancer                                    | Polynesian                                       |
| Père Mr. Prospector                              | Raise a Native                                   | Native Dancer                                    | Geisha                                           |
| Père Mr. Prospector                              | Raise a Native                                   | Raise You                                        | Case Ace                                         |
| Père Mr. Prospector                              | Raise a Native                                   | Raise You                                        | Lady Glory                                       |
| Père Mr. Prospector                              | Gold Digger                                      | Nashua                                           | Nasrullah                                        |
| Père Mr. Prospector                              | Gold Digger                                      | Nashua                                           | Segula                                           |
| Père Mr. Prospector                              | Gold Digger                                      | Sequence                                         | Count Fleet                                      |
| Père Mr. Prospector                              | Gold Digger                                      | Sequence                                         | Miss Dogwood                                     |
| Mère Miesque                                     | Nureyev                                          | Northern Dancer                                  | Nearctic                                         |
| Mère Miesque                                     | Nureyev                                          | Northern Dancer                                  | Natalma                                          |
| Mère Miesque                                     | Nureyev                                          | Special                                          | Forli                                            |
| Mère Miesque                                     | Nureyev                                          | Special                                          | Thong                                            |
| Mère Miesque                                     | Pasadoble                                        | Prove Out                                        | Graustark                                        |
| Mère Miesque                                     | Pasadoble                                        | Prove Out                                        | Equal Venture                                    |
| Mère Miesque                                     | Pasadoble                                        | Santa Quilla                                     | Sanctus                                          |
| Mère Miesque                                     | Pasadoble                                        | Santa Quilla                                     | Neriad (famille 20)                              |